# Pseudoliparis
Pseudoliparis es un género de peces babosos o peces caracol de la familia Liparidae que habitan en la zona hadal.

## Especies
Se han descrito tres especies de este género:
- Pseudoliparis amblystomopsis (Andriyáshev, 1955)
- Pseudoliparis beyaevi Andriyáshev & Pitruk, 1993
- Pseudoliparis swirei Gerringer & Linley, 2017